# سيما، أنجوان
سيما (بالإنجليزية: sima)‏ هي مدينة تقع في جزيرة أنجوان بجزر القمر. يبلغ عدد سكانها حوالي 11.000 نسمة.